# Радич Петровић
Радич Петровић (Сиоковац код Јагодине, 1738 — 1816) био је војвода из Првог српског устанка и судија београдског магистрата.

## Рођење и учешће у Кочиној крајини
Рођен је између 1738. и 1740. године у селу Сиоковцу, јагодинска нахија. Познато је да су због турског зулума, и на позив аустријске владе, многи Срби пребегли и населили пограничну област, припремајући се за рат. Радич је, међу првима из јагодинске нахије, ступио у војно-пограничну службу, и са породицом се преселио у село Јаково у Срему. Заједно са попом Николом Радомировићем под руководством аустријског мајора Лидерскрона, преобучен у турско одело, кренуо је у извиђачку мисију кроз Србију, где су првих дана пролећа 1783. године обишли Остружницу, Крагујевац, Јагодину, Ћуприју, Параћин, Ражањ, Алексинац, Ниш, Гургусовац, Видин, Неготин, Кладово, Пожаревац, Смедерево, поново Ћуприју и дошли до Београда.
Новембра 1787. године Радич је, као четовођа са 200 фрајкора, успео да из Земуна, са дунавске стране, пређе у Београд и отвори београдску капију. По уласку у Београд, чекајући аустријске лађе које су због невремена и густе магле отишле низ Дунав, једва је извукао живу главу. За овако велики и успешан подухват добио је чин фрајкорског капетана.
Аустријски цар Леополд II је Радича Петровића за учешће у аустријско-турском рату, одликовао витешком повељом коју му је доделио 1792. године. Као одличан ратник-фрајкор, ратовао је са аустријском војском против Француза и упознао се са начином ратовања француских генерала и Аустријанаца. Ово богато искуство преносио је својим сународницима Србима, учећи их најсавременијим начинима ратовања. Капетан фрајкорске чете Радич Петровић је међу првим регрутима примио Кочу и његовог брата Петра Анђелковића, као и Станка Арамбашића, Јована Новаковића и доста касније Карађорђа. За време Кочине крајине, Карађорђе је увек био уз Радича, кога је сматрао својим поочимом. Био је његов помоћник и велики пријатељ.

## Учешће у Првом српском устанку
По избијању Првог српског устанка, 1804. године, Радич се враћа у Србију. Током трајања устанка истиче се храброшћу и војним вештинама, нарочито приликом освајања Карановца (данашњег Краљева) 1805. године. Карађорђе га након тога поставља за војводу. Као командант пожешко-карановачки добио је задатак почетком 1806. године да крене уз Ибар ка Рашкој и Новом Пазару. Заједно са Танаском Рајићем и одредом Шумадинаца продро је Ибром све до манастира Студенице. Јелечку нахију позвао је писмом од 9. фебруара 1806. година на устанак, а за кратко време је подигао и села по Пазарској нахији, по Горњем Ибру, по Јошаници и по Подгорју. Фебруара 1806. године потписује се и као командант Пазарске нахије. Почетком 1806. године успоставио је комуникацију устаничких снага са Црном Гором. Марта 1806. године доживео је пораз на реци Дежеви од војске Сулејман-паше Скопљака. Априла 1806. године поражен је у боју на Будићама. У том боју погинуо је и Радичев барјактар, под којим је била подгорска нахија, Ђура Бранчанин. Приликом освајања Београда, 1806. године, као добар зналац фортификације, постављајући шанац, тешко је рањен и због тога остао погурен целог живота. Након опоравка остаје у Београду, а 1808. године постаје судија у Београдском магистрату, где је био и једно време заповедник војске. Наредне године на лето учествује у утврђивању и одбрани Ћуприје. По слому устанка, 1813. године, настанио се у Срему и живео у веома скромним условима.

## Учешће у Другом српском устанку
Радич Петровић, велики родољуб и јунак, физички јак и стасит човек, изузетне храбрости, више пута рањаван у бојевима, на себи је носио око 30 бојних рана. Женио се три пута. Из првог брака имао је два сина, а из трећег кћер.
Након избијања Другог српског устанка, Радич Петровић се 1816. године враћа у Србију. Кнезу Милошу се то није свидело, јер је добро знао за његово велико пријатељство са Карађорђем и плашио се могуће побуне. Живео је једно време код Петра Николајевића Молера али је током обрачуна књаза Милоша са Молером био ухваћен и погубљен од стране Турака прве суботе после Ђурђевдана 1816. године. У тренутку смрти имао је око осамдесет година.